# Красногрудый осоед
Красногрудый осое́д (лат. Pernis celebensis) — вид хищных птиц из семейства  ястребиных. Подвидов не выделяют.

## Распространение
Обитают на индонезийском острове Сулавеси и небольшом архипелаге Бангай, расположенном у его восточного побережья. Живут во влажных низинных, а также во влажных горных субтропических и тропических лесах. Широко распространен в первичных и вторичных лесах, на лесных опушках и даже на частично расчищенных участках от уровня моря до 2000 м, но в основном ниже 1100 м. Изредка отмечается на сельскохозяйственных землях вблизи леса.

## Описание
Размер птицы 50–58 см, размах крыльев 110–125 см. Голова небольшая, хвост длинный. У взрослых особей темная хохлатая голова, более бледное горло с черной полосой и рыжая грудь.

### Вокализация
Редко слышен. Крик «кью» описывается как двухнотный, высокочастотный, трещащий, повторяющийся с интервалом до многих минут.

### Питание
Питается пчелами и другими перепончатокрылыми и их личинками, сотами и иногда птицами. Охотится с насестов в лесу и перелетает через полог и под пологом с одного открытого насеста на другой. Следит за перепончатокрылыми в полете, возможно, разыскивая их гнезда.

### Размножение
Кладка яиц была замечена в начале мая, а самка, готовая к откладке, была замечена в конце сентября. Демонстрационный полет пары птиц включает захват когтями и высокий круговой полет. Известна единственная кладка из двух яиц. Дополнительной информации нет.

## Таксономия
Ранее выделяли два подвида. Подвид Pernis celebensis steerei повышен до статуса вида – Pernis steerei.

## Охранный статус
МСОП присвоил виду охранный статус LC.